# Merosargus lampronotus
Merosargus lampronotus är en tvåvingeart som beskrevs av James 1941. Merosargus lampronotus ingår i släktet Merosargus och familjen vapenflugor. Inga underarter finns listade i Catalogue of Life.